# Величкин, Виктор Андреевич
Ви́ктор Андре́евич Вели́чкин (1863—1921) — русский архитектор и гражданский инженер, автор гостиницы «Савой» в Москве, один из мастеров московского модерна.

## Биография
Родился 12 (24) сентября 1863 года. Учился в петербургском коммерческом училище, после окончания которого поступил в Институт гражданских инженеров (1883) в Санкт-Петербурге. Учился на одном курсе с Львом Кекушевым, Илларионом Ивановым-Шицем и Николаем Марковым, которые также стали известными архитекторами, тогда как большинство выпускников выполняли разнообразные инженерные работы.
После окончания института в 1888 году со званием гражданского инженера первого разряда, в течение полугода изучал образцы зодчества в южной и западной Европе. В 1889 году приказом Министерства внутренних дел был определён на службу. Член Петербургского общества архитекторов с 1891 года. Занимался строительством в Рязанской губернии (винокуренный завод в имении фон Дервиза, господский дом со службами для усадьбы Сазонова). В 1893 году назначен архитектором Сущёвской части Москвы. С 1896 года работал архитектором Московского городского кредитного общества. Состоял архитектором страхового общества «Россия».
В 1911 году Величкин назначен архитектором Московской конторы императорских театров. Параллельно занимался самостоятельной архитектурной практикой — собственная контора В. А. Величкина находилась на улице Остоженка, 14.
Умер в 1921 году.
Его дочь, Нина Викторовна (1914—1977), учившаяся в Московском архитектурном институте, вышла замуж за однокурсника — Александра Викторовича Ополовникова. Их дочь, Елена Александровна Ополовникова, стала также архитектором.

## Постройки
- Казённые винные склады, совместно с Н. Г. Фалеевым (1891, Москва, Волочаевская улица, 12-18)[5], выявленный объект культурного наследия[6];
- Участие в строительстве доходного дома страхового общества «Россия», совместно с Н. М. Проскурниным, О. В. Дессином (1897—1903, Москва, Сретенский бульвар, 6);
- Казённый № 1-й винный склад (Московский завод «Кристалл»), совместно с Н. Г. Фалеевым, (1890-е, Москва, Самокатная улица, 4);
- Доходный дом (1900, Москва, Нижняя Красносельская улица, 32);
- Доходный дом А. Д. Сидамона-Эристова (1911, Москва, Ермолаевский переулок, 13/31 — Малая Бронная улица, 31/13), объект культурного наследия регионального значения;
- Доходный дом (1902, Москва, Гранатный переулок, 2), ценный градоформирующий объект[6];
- Доходный дом Е. А. Обуховой и князя С. С. Оболенского (1908, Москва, Камергерский переулок, 5/7 стр.2 — Большая Дмитровка, 7/5);
- Гостиница «Савой» (1912, Москва, Улица Рождественка, 3), ценный градоформирующий объект[6];
- Доходный дом (1912, Москва, Садовая-Кудринская улица, 32);
- Доходный дом Е. А. Обуховой и князя С. С. Оболенского (1913, Москва, Камергерский переулок, 5/7 стр.1), ценный градоформирующий объект[6].